# Felbabka
Felbabka är en ort i Tjeckien.   Den ligger i regionen Mellersta Böhmen, i den centrala delen av landet, 50 km sydväst om huvudstaden Prag. Felbabka ligger 439 meter över havet och antalet invånare är 227.
Terrängen runt Felbabka är kuperad åt sydost, men åt nordväst är den platt. Terrängen runt Felbabka sluttar norrut.Runt Felbabka är det ganska tätbefolkat, med 52 invånare per kvadratkilometer. Närmaste större samhälle är Příbram, 14,6 km söder om Felbabka. I omgivningarna runt Felbabka växer i huvudsak blandskog.